# Thunder (gruppo musicale)
I Thunder sono un gruppo heavy metal/hard rock britannico formato a Londra nel 1989.

## Storia del gruppo

### Gli inizi
Le origini dei Thunder possono essere ritrovate in una band anni 70 proveniente da Londra chiamata Nuthin' Fancy, che includeva il cantante Danny Bowes, il chitarrista Luke Morley, il bassista Mac McKenzie ed il batterista Chris Hussey. Bowes e Morley si erano conosciuti alla Haberdashers' Askes School nel quartiere di New Cross nel 1975, dando inizio ad una collaborazione che continua tutt'oggi. Presto Hussey e McKenzie abbandonarono la formazione, e quest'ultimo raggiunse i Dumpy's Rusty Nuts (più tardi divenne il manager dei Thunder), così le sostituzioni furono Gary "Harry" James (batteria) Nick Linden (basso). 
Questa incarnazione dei Nuthin' Fancy realizzò un singolo prima di cambiare nome di Terraplane, che fu adottato nei primi anni ottanta. Con questo nome il gruppo realizzò una serie di singoli e due album sulle scie del pop rock per la Epic Records prima di sciogliersi.
Scegliendo di rimanere assieme, il trio composto da Bowes, Morley e James si riunì per fondare un nuovo gruppo che prese il nome di Thunder, a cui venne aggiunto il chitarrista/tastierista Ben Matthews. Firmarono per la EMI Records 28 aprile del 1989 e completarono la formazione il 2 maggio con il bassista Mark "Snake" Luckhurst. I Thunder debuttarono ad un piccolo concerto il 13 luglio al Reid's Club di Southend davanti a sole 35 persone. Dopo questo inizio, il gruppo proseguì con alcune date nel circuito dei club del Regno Unito, suonando da spalla ad altre band locali. 

### Il primo album
Il disco di debutto Back Street Symphony, registrato nell'ottobre 1989 e prodotto dall'ex membro dei Duran Duran Andy Taylor (che ironicamente aveva pubblicato nel 1987 un disco solista intitolato proprio Thunder) venne pubblicato nell'aprile del 1990 per la EMI in Gran Bretagna e per la Capitol Records negli States. Nel Nuovo Continente il gruppo non fu eccessivamente sponsorizzato cosicché non ottenne un particolare successo commerciale. Al contrario in patria Back Street Symphony si piazzò al nº 21 delle classifiche britanniche. Tuttavia i Thunder debuttarono negli States ad un concerto al Cathouse Club di New York, rafforandosi la reputazione e venendo notati dalla Geffen Records, che ripubblicò il debutto nel 1991 per il mercato americano con una nuova copertina. Dopo aver a lungo supportato l'album con intensivi tour promozionali nel 1990, questo divenne uno dei dischi più di successo di quell'anno in Gran Bretagna. Grazie al successo ottenuto riuscirono a partecipare in agosto al Monsters Of Rock festival di Castle Donington al fianco di Quireboys, Poison, Aerosmith e Whitesnake. I tour britannici nel novembre del '90 confermarono la loro popolarità con un "tutto esaurito" di tre serate al Hammersmith Odeon di Londra. La crescente popolarità del quintetto fece loro guadagnare un'altra soddisfazione quando nel 1991 vinsero il titolo di "Best new band" nominato dai giornali Kerrang!, Metal Hammer e Raw oltre ad apparire al Great British Music weekend festival alla Wembley Arena di Londra assieme ad importanti artisti come Ozzy Osbourne, David Coverdale, The Quireboys e Magnum. Il gruppo riprese le esibizioni in estate durante sei date in Scandinavia di supporto ai ZZ Top ed un festival in Islanda assieme ai The Quireboys. Durante il luglio '91 il gruppo avrebbe dovuto suonare in America di supporto a David Lee Roth e Cinderella, ma le date vennero cancellate a causa della decadente popolarità di questi ultimi. In agosto presero parte ad un altro festival, con ZZ Top, Bryan Adams, The Law e Little Angels.

### L'epoca hair metal
Nel periodo successivo la band si orientò verso sonorità più vicine all'hair metal, genere allora in voga ma che negli anni successivi subì un forte declino. Il gruppo tornò in studio per dare alla luce il secondo album durante il 1992. Prodotto ancora una volta da Andy Taylor, Laughing on Judgement Day vide la luce quell'anno. La copertina del disco venne disegnata da Storm Thorgerson, lo stesso autore di molte copertine degli album dei Pink Floyd. 
La traccia selezionata per lanciare l'album fu "Low Life in High Places", brano di cui venne girato un video, che trattava del delicato tema dei senza tetto. Nel luglio 1992 suonarono da spalla agli Iron Maiden in Sud America prima di tornare in patria per altri show ed un'altra apparizione al Monsters of Rock assieme agli stessi Iron Maiden, Skid Row e Slayer. Altre date seguirono in Giappone con successo. Il bassista Snake suonò le sue ultime date con la band proprio in Giappone durante il dicembre del 1992. Infatti questo abbandonò il progetto nel primo 1993, a causa di alcuni attriti interni. Snake venne sostituito dallo svedese Mikael Höglund, in precedenza coinvolto nel gruppo Great King Rat. Snake emerse nel 1995 nella band Gang Show, un progetto di breve vita fondato assieme all'ex chitarrista dei Motörhead Würzel (Michael Burston). Högland debuttò al primo show con la band al Rock City club di Nottingham.
Durante giugno aprirono per i Def Leppard nella loco città natale al Don Valley Stadium di Sheffield. Nonostante avessero trovato un sostituto a Luckhurst, la ripresa del gruppo subì un arresto quando Luke Morley divenne un possibile candidato a raggiungere i Whitesnake nel 1993. Fortunatamente per la band e per i suoi sostenitori, dopo alcune riflessioni, Morley optò per rimanere con i Thunder. Poco prima Bowes aveva annunciato la possibile dipartita e molti ipotizzarono che questa poteva essere la fine della band. Ma nell'ottobre del 1993, superate queste differenze, ripresero i tour nel Regno Unito accreditati come "Danny and The Doo Wops". Riuscirono a sopravvivere nonostante l'ondata grunge e alternative rock dei primi anni 90, reduci da un tour di successo in patria verso la fine del 1994. Completarono un altro tour britannico nella primavera del 1995 in occasione della pubblicazione del nuovo album Behind Closed Doors. 

### La maturità
Il gruppo passò l'estate tra svariati tour in giro per l'Europa, e tra questi figuravano tra gli altri gruppi anche Van Halen, Bon Jovi e Ugly Kid Joe. Nel primo 1996 Harry James partecipò all'incisione del disco di debutto dei Watershed, e nello stesso periodo i Thunder vennero scaricati dalla EMI passando alla Rawpower Records, perdendo Höglund nel processo. 
Il bassista scelse di abbandonare la band per passare più tempo con la sua famiglia in Svezia. Nel settembre di quell'anno venne diagnosticata a Ben Matthews una tendinite acuta che lo costrinse ad abbandonare la chitarra per il periodo di ricovero. Il gruppo registrò il quarto album The Thrill of It All come quartetto (Morley coprì anche il ruolo di bassista), dando la prova di non aver perso l'originalità e la qualità della loro musica. 
Durante i tour i fan dimostrarono di essere ancora fedeli alla band britannica, tuttavia il pubblicò statunitense deluse nuovamente le loro aspettative. Nell'estate del 1997 tornarono sulle scene al "Summer in the Park Festival" fronteggiato dai Kiss. 

### Lo scioglimento e la reunion
Durante il tardo 1997 entra nella formazione il nuovo bassista Chris Childs, in vista di un nuovo live album progettato per il 1998 che fu intitolato semplicemente Live. Questo venne seguito l'anno successivo dal quinto album in studio, Giving the Game Away. Con il nuovo millennio alle porte, venne annunciato lo scioglimento dei Thunder dopo un tour in Giappone.
Morley durante questo periodo collaborò ancora una volta con il chitarrista Andy Taylor con il quale pubblicò l'EP The Spanish Sessions. Luke Morley si dedicò alla carriera solista pubblicando El Gringo Retro nel 2001. I Thunder tornarono con il live acustico They Think It's All Acoustic... It Is Now nello stesso 2001. Chris Childs e Harry James raggiunsero l'ex cantante dei Rainbow, M.S.G., e Alcatrazz Graham Bonnet in occasione di un tour britannico che avre dovuto terminare nel 2001. Tuttavia queste date vennero cancellate. Giunsero altre notizie sul fatto che Bowes e Morley avevano fondato un nuovo progetto chiamato semplicemente "Bowes/Morley", a cui seguì la pubblicazione del disco Moving Swiftly Along. Nuove notizie su James emersero nel gennaio 2002, quando venne annunciato che il batterista aveva raggiunto i leggendari Magnum.
I Thunder si riunirono nel 2002 in occasione del The Monsters Of Rock nel Regno Unito nel novembre di quell'anno, che vedeva Alice Cooper nel ruolo di headliner, e che vedeva anche la partecipazione dei The Quireboys e dei Dogs D'Amour. A seguito di queste date, i Thunder, accreditati ancora una volta come "Danny & The Doo Wops" suonarono una data al Marquee Club di Londra. Durante questo periodo diedero alle stampre l'EP di quattro tracce Back for the Crack. Nel frattempo James e Childs parteciparono ad un nuovo progetto chiamato Shadowman, fondato dal chitarrista degli Heartland Steve Morris ed il cantante degli FM e dei Wildlife Steve Overland. I Thunder ripresero i live show nel Regno Unito nel maggio 2003 per la promozione del nuovo singolo "Loser". Il sesto disco in studio, Shooting at the Sun, emerse in agosto, pubblicato per l'etichetta italiana Frontiers Records. L'anno successivo seguì anche la pubblicazione del nuovo live album Live at the Bedford Arms, pubblicato dall'etichetta di loro proprietà Dodgy Discs, venne reso disponibile solo su ordinazione tramite il sito ufficiale. Alcuni concerti da spalla ai Deep Purple in novembre precedettero la realizzazione del nuovo singolo "I Love You More Than Rock n' Roll". Nel 2005 vede la luce il disco The Magnificent Seventh, che vedeva accreditato Russ Ballard degli Argent come compositore della traccia "One Fatal Kiss". Chris Childs e Harry James si riunirono con il tastierista dei Deep Purple Don Airey per un concerto al The Lochgelly Centre Theatre, in Scozia il 14 gennaio. Harry James entrò nella band solista del cantante dei Deep Purple Ian Gillan in occasione di un'apparizione al Royal Albert Hall il 31 marzo 2006. Allo show parteciparono inoltre Scorpions, Judas Priest e Boned. La pubblicazione del nuovo album Bang! è prevista per il 7 novembre 2008 dalla Frontiers Records.
Nel gennaio 2009, dopo un breve tour nel Regno Unito che promuoveva Bang !, i Thunder annunciarono che si sarebbere nuovamente divisi. La band rilasciò una dichiarazione in cui spiegava che "ci siamo trovati sempre più occupati con le nostre varie attività al di fuori della band, e siamo arrivati alla conclusione che semplicemente non ci sono abbastanza ore al giorno per adattarsi a tutto", aggiungendo che avrebbero completato tour programmati in Europa a febbraio e in Giappone ad aprile, oltre ad aggiungere una serie finale di spettacoli nel Regno Unito a luglio. Lo spettacolo finale del tour nel Regno Unito, all'Hammersmith Apollo di Londra, è stato documentato nel video "At the End of the Road: Live in London, 11th July 2009" pubblicato più tardi nell'anno. Gli spettacoli finali della band si sono svolti a Rock of Ages e Sonisphere Festival rispettivamente il 31 luglio e il 1º agosto 2009.
Nel febbraio 2011 i Thunder annunciarono che si sarebbero riuniti per una performance all'High Voltage Festival il 24 luglio, anche se Bowes chiarì che "non è previsto nessun altro disco in avanti", mentre Morley ha ribadì che si trattava di un "riunione unica". Nel corso del festival, tuttavia, la band annunciò che avrebbe suonato in un altro show il 21 dicembre al Rock City di Nottingham, dove un secondo spettacolo venne aggiunto il giorno dopo il primo. Entrambi gli spettacoli sono stati documentati negli album live "Rock City 12: The Baubles Are Back in Town" e "The Xmas Show 2011", pubblicati nel 2012. Un altro paio di spettacoli a dicembre seguirono un anno dopo, questa volta alla Manchester Academy, con la band che si impegnava in ulteriori spettacoli natalizi in futuro. Nel maggio 2013 la band ha fatto da spalla a Journey e Whitesnake in tour, oltre a esibirsi in numerosi festival estivi.

### Il presente
Nel maggio 2014, i Thunder resero noto che avrebbero registrato il loro primo album in studio dal 2008. Una dichiarazione rilasciata da un portavoce della band affermava che "dopo numerosi e stupidi tira-e-molla, sono felice di riferire che hanno deciso di registrare un nuovo album in studio". Rispondendo alla domanda sul "cambio del cuore" della band riguardo alla possibilità di nuovo materiale, Bowes commentò che avevano deciso di registrare un nuovo album dopo aver ricevuto una "risposta travolgente" dai fan nel tour di supporto a Journey e Whitesnake l'anno precedente. Le sessioni per il nuovo album si sono svolsero presso i Rockfield Studios in Galles, con Morley che produsse il disco. Gran parte dell'album venne registrata senza il coinvolgimento di Matthews, che in quel periodo si era sottoposto ad una terapia per il cancro alla gola. Wonder Days venne rilasciato a febbraio 2015 e divenne il primo album dei Thunder a raggiungere la top ten degli album britannici dal 1995, quando "Behind Closed Doors" aveva raggiunto il nono posto. L'album venne votato l'undicesimo migliore del 2015 dalla rivista Classic Rock magazine, mentre la sua pubblicazione spinse la title track al quinto posto tra le migliori canzoni dell'anno. I Thunder vennero nominati Best British Band ai premi di fine anno di Planet Rock.
In seguito, la band fece un ampio tour per promuovere "Wonder Days", inclusi tre spettacoli a marzo all'UK Arena insieme a Reef e Tax the Heat, numerose presenze in estate, una serie di spettacoli europei a novembre (tra cui uno dei primi a Parigi dopo gli attacchi del novembre 2015) e cinque spettacoli con Terrorvision e King King nel febbraio 2016. Più tardi nel corso dell'anno, il gruppo pubblicò il primo libro retrospettivo sulla propria carriera "Giving the Game Away: The Thunder Story", scritto da Joel McIver. Il libro venne lanciato al Louder Than Words Festival di Manchester il 12 novembre 2016, dove la band si esibì in un breve set acustico.
Il seguito di "Wonder Days" venne annunciato a dicembre: "Rip It Up" uscì poi nel febbraio 2016 e fu seguito da un tour nel Regno Unito a partire dal mese di marzo. L'album raggiunse la terza posizione nella classifica degli UK Albums, segnando la vetta più alta raggiunta dalla band da quando "Laughing on Judgment Day" aveva raggiunto il numero due nel 1992. Poco dopo l'uscita dell'album, i Thunder si sono esibiti per la prima volta in Australia, prima di tornare in Europa ad aprile per una serie di ulteriori concerti.
Il 1 ° dicembre 2017 la band ha pubblicato il singolo "Christmas Day", inclusa una versione ri-registrata di "Love Walked In" e registrazioni acustiche di "Low Life in High Places" e "Heartbreak Hurricane". Nell'ottobre 2018, la band ha annunciato l'uscita di un nuovo album con date del tour nel Regno Unito programmate per febbraio. Il 18 gennaio 2019 è stato pubblicato "Please Remain Seated" con la nuova etichetta BMG. L'album contiene "dodici re-registrazioni di canzoni rielaborate radicalmente dalla loro carriera trentennale" ed è stato descritto come "un album più tranquillo, con influenze rock, blues, country, jazz e soul".

## Formazione

### Formazione attuale
- Danny Bowes - voce (1988-1999;2002-presente)
- Ben Matthews - chitarra, tastiera (1988-1999;2002-presente)
- Luke Morley - chitarra (1988-1999;2002-presente)
- Chris Childs  - basso (1996-1999;2002-presente)
- Harry James - batteria (1988-1999;2002-presente)

### Membri precedenti
- Mark Luckhurst - basso (1988-1993)
- Mikael Hoglund - basso (1993-1996)

## Discografia

### Album in studio
- 1990 - Back Street Symphony
- 1992 - Laughing on Judgement Day
- 1995 - Behind Closed Doors
- 1996 - The Thrill of It All
- 1999 - Giving the Game Away
- 2003 - Shooting at the Sun
- 2005 - The Magnificent Seventh
- 2006 - Robert Johnson's Tombstone
- 2008 - Bang!
- 2015 - Wonder Days
- 2017 - Rip It up
- 2019 - Please Remain Seated
- 2021 - All the Right Noises
- 2022 - Dopamine